# Геспериди
Геспери́ди (дав.-гр. Ἑσπερίδες / Hesperides) — дочки Атланта й німфи Геспериди (варіант: дочки богині ночі Нікс), жили на щасливих островах у сусідстві з горгонами. Геспериди стерегли золоті яблука вічної молодості — весільний подарунок, який Гера одержала від Геї. Сад був під охороною дракона Ладона. Здобуття яблук — один із дванадцяти подвигів Геракла.

## Походження і діяльність
Геспериди були дочками титана Атланта від німфи Геспериди (дочки бога Геспера), або від богині ночі Нікс. Славилися солодким голосом і жили на далекому Заході.
Гері на весілля Гея подарувала золоту яблуню, яку богиня посадила в своєму саду на схилах Атлаських гір. Атланту, ще в часи, коли він не був покараний Зевсом і наглядав за садом, Феміда дала пророцтво, що один із синів Зевса викраде яблуню. Тому Атлант спорудив навколо саду мури і прогнав з навколишніх земель людей. Пізніше Гера довірила сад дочкам Атланта, званим Гесперидами. Ті стали викрадати золоті яблука, що давало дерево, тому Гера поставила для охорони невсипущого дракона Ладона.
Аполлоній Родоський в «Аргонавтиці» розповідає, що після Геракла до саду Гесперид прибули аргонавти. Побачивши прибульців, Геспериди від страху розсипалися на порох, але на прохання аргонавтів перетворилися на дерева, а потім повернулися до свого звичайного вигляду. Пізніші письменники переносять Гесперид у країну гіпербореїв.

## Імена Гесперид
За однією з версій (у Псевдо-Аполлодора), їх було чотири сестри: Егла (грец. Αίγλη, «сяйво»), Ерифія (грец. Έρύθεια, «червона»), Геспера (грец. Έσπερα, «вечірня» — старша з сестер) та Аретуса (грец. Άρέθουσα). За іншою версією, їх було сім — в Олімпії на троні Зевса зображено дві геспериди, а в храмі Гери в Олімпії статуї п'яти Гесперид.
- Аретуса[6].
- Гесперія у Гігіна, дочка Нікс і Ереб[7]. Перетворилася на тополю[8].
- Гестія[6].
- Гіперефуса, дочка Нікс, одна з гесперид[9].
- Егла[10]. Перетворилася на вербу[11].
- Ерифея (Ерітея/Ерифеїда)[12]. Перетворилася на в'яз. У Гігіна спотворено названа Ерікою[13].

## Здобуття яблук Гесперид Гераклом
За завдання царя Еврістея Геракл мусив принести золоті яблука з саду Гесперид. Він не знав шляху туди і спочатку вирушив до річки По, де жив віщий бог Нерей. Дорогою син Ареса й Пірени на ім'я Кікн викликав героя на поєдинок, але Зевс наказав припинити його, вдаривши між борцями блискавкою. Коли Геракл досягнув річки По, річкові німфи, дочки Зевса та Феміди, вказали йому де спить Нерей. Герой схопив Нерея і той, хоч перетворювався на різних істот, не зміг втекти і розповів де знаходяться шукані сади. Також існує переказ, де цю таємницю відкрив титан Прометей.
Нерей порадив послати за яблуками Атланта, котрий був покараний Зевсом і мусив вічно тримати на своїх плечах небо. Атлант був радий позбутися покарання і погодився принести яблука, але якщо Геракл вб'є Ладона. Той пустив за стіну саду стрілу, якою вбив дракона, і став замість Атланта тримати небо. Титан повернувся з трьома яблуками і вирішив обманути Геракла, щоб той зайняв його місце навічно. Він запропонував, що сам віднесе яблука Еврістею, а Геракл доти потримає небо кілька місяців. Та Геракл виявився хитрішим (за деякими варіантами Нерей застеріг його не вірити титану) і висунув умову, що замінить Атланта, але має зробити собі подушки аби небо не так тиснуло. Титан поклав яблука і підпер небо, як і раніше, а Геракл забрав їх і вирушив до Еврістея.
Згідно іншого варіанту, коли Геракл був біля саду, Гесперид викрали єгиптяни. Геракл повбивав викрадачів і повернув Гесперид. За це Атлант і приніс йому яблука, а також навчив астрономії, завдяки знанню якої і тримав небо. Тому Геракл і зміг підтримувати небо замість титана.
Прибувши в Мікени за кілька місяців, Геракл показав золоті яблука, але Еврістей не посмів їх взяти. Геракл передав плоди Афіні, а та повернула їх до саду Гесперид.

## Трактування міфу про Гесперид
Лишається предметом дискусій хто міг слугувати історичним прототипом Гесперид. Місцем здійснення подвигу могло стати місто Береніка в Сиртиці, що мало священний гай, оточений річкою Латон або Летон. Річка впадала в озеро, де містився острів зі святилищем Афродіти. За деякими згадками, це було одне з небагатьох родючих місць Лівії. Раціональне трактування образу яблук стверджує, що це були вівці, викрадення котрих і описує міф. Повернення викрадених Гесперид могло описувати певну каральну операцію еллінів проти єгиптян, які забрали їхніх співплемінників. Справа в тому, що для справляння культу єгиптського бога Сета вимагалося руде волосся. Людей з рудим волоссям було обмаль в Єгипті, проте вдосталь серед греків. Підтримання Гераклом неба може символізувати отримання греками знань з астрономії.